# Суперкуп Словеније у кошарци
Суперкуп Словеније у кошарци (словен. Slovenski košarkarski superpokal) годишње је кошаркашко такмичење у Словенији. То је утакмица између првака националног првенства и победника националног купа у претходној сезони. Суперкуп је уведен 2003. и од тада није одржан само 2006. године. Време одржавања је пред почетак сезоне националног првенства, а организацијом се бави Кошаркашки савез Словеније.

## Досадашња издања
| Сезона                  | Финале                | Финале   | Финале           | Најкориснији играч   |
| ----------------------- | --------------------- | -------- | ---------------- | -------------------- |
| 2003. (Постојна)        | Олимпија Љубљана (1)  | 81 : 63  | Крка             | Марко Маравич        |
| 2004. (Марибор)         | Олимпија Љубљана (2)  | 67 : 61  | Пивоварна Лашко  | Марино Баждарић      |
| 2005. (Шкофја Лока)     | Олимпија Љубљана (3)  | 88 : 79  | Пивоварна Лашко  | Хасан Ризвић         |
| 2006. —                 | —                     | —        | —                | —                    |
| 2007. (Ползела)         | Олимпија Љубљана (4)  | 90 : 71  | Хелиос Домжале   | Ронел Тејлор         |
| 2008. (Постојна)        | Олимпија Љубљана (5)  | 67 : 56  | Хелиос Домжале   | Марко Милич          |
| 2009. (Љубљана)         | Олимпија Љубљана (6)  | 95 : 62  | Електра Шоштањ   | Мет Волш             |
| 2010. (Марибор)         | Крка (1)              | 72 : 61  | Олимпија Љубљана | Смиљан Павич         |
| 2011. (Рогашка Слатина) | Крка (2)              | 80 : 72  | Олимпија Љубљана | Џими Бакстер         |
| 2012. (Гросупље)        | Крка (3)              | 84 : 81  | Олимпија Љубљана | Домен Лорбек         |
| 2013. (Порторож)        | Олимпија Љубљана (7)  | 63 : 60  | Крка             | Алекс Стивисон       |
| 2014. (Шенчур)          | Крка (4)              | 68 : 65  | Олимпија Љубљана | Малком Армстeд       |
| 2015. (Шкофја Лока)     | Шентјур (1)           | 72 : 60  | Крка             | Санди Чебулар        |
| 2016. (Подчетртек)      | Крка (5)              | 81 : 78  | Хелиос санси     | Санди Чебулар        |
| 2017. (Љубљана)         | Олимпија Љубљана (8)  | 94 : 76  | Крка             | Девин Оливер         |
| 2018. (Љубљана)         | Приморска (1)         | 83 : 71  | Олимпија Љубљана | Марко Јагодић-Куриџа |
| 2019. (Подчетртек)      | Копер Приморска (2)   | 106 : 74 | Хопси Ползела    | Ленс Харис           |
| 2020. (Крањ)            | Цедевита Олимпија (1) | 78 : 67  | Крка             | —                    |
| 2021. (Љубљана)         | Цедевита Олимпија (2) | 78 : 71  | Крка             | Зак Огаст            |
| 2022. (Шкофја Лока)     | Цедевита Олимпија (3) | 112 : 85 | Хелиос санси     | Јоги Ферел           |
| 2023. (Крањ)            | Цедевита Олимпија (4) | 76 : 59  | Хелиос Домжале   | Лука Шчука           |
| 2024. (Лашко)           | Цедевита Олимпија (5) | 103 : 73 | Крка             | Жига Данеу           |

- У загради поред сезоне се налази град у коме је одржан Суперкуп.

### Успешност клубова
| Клуб              | Победник                                           | Финалиста                                    |
| ----------------- | -------------------------------------------------- | -------------------------------------------- |
| Олимпија Љубљана  | 8 (2003, 2004, 2005, 2007, 2008, 2009, 2013, 2017) | 5 (2010, 2011, 2012, 2014, 2018)             |
| Крка              | 5 (2010, 2011, 2012, 2014, 2016)                   | 7 (2003, 2013, 2015, 2017, 2020, 2021, 2024) |
| Цедевита Олимпија | 5 (2020, 2021, 2022, 2023, 2024)                   | —                                            |
| Копер Приморска   | 2 (2018, 2019)                                     | —                                            |
| Шентјур           | 1 (2015)                                           | —                                            |
| Хелиос санси      | —                                                  | 5 (2007, 2008, 2016, 2022, 2023)             |
| Златорог Лашко    | —                                                  | 2 (2004, 2005)                               |
| Електра Шоштањ    | —                                                  | 1 (2009)                                     |
| Хопси Ползела     | —                                                  | 1 (2019)                                     |